# Ус, Иван Маркиянович
Иван Маркиянович Ус (27 мая 1924, Дырдин, Киевская губерния — 1 апреля 1944, Виктория, Яссы) — красноармеец, в годы Великой Отечественной войны пулемётчик 929-го стрелкового полка 254-й стрелковой дивизии, 52-й армии, 2-го Украинского фронта. Герой Советского Союза (1944).

## Биография
Родился 27 мая 1924 года в селе Дырдин Городищенского района (ныне Черкасской области) в семье крестьянина. Украинец.
В 1941 году окончил Городищенскую среднюю школу № 1. Работал в колхозе.
В Красную армию призван Городищенским районным военным комиссариатом после освобождения района от немецких войск в феврале 1944 года. С того же времени в действующей армии.
В боях под Уманью 6 марта 1944 года красноармеец Ус участвовал в отражении нескольких контратак противника и уничтожил расчёты двух пулемётных точек и несколько десятков немцев.
30 марта 1944 года при расширении плацдарма на реке Прут возле села Кырпици (рум. Cârpiți, на север от города Яссы) с группой бойцов был послан в разведку. Пробираясь в темноте разведчики наткнулись на окопы гитлеровцев и решили вступить в бой. Внезапной атакой они заставили врага отступить. Утром гитлеровцы перешли в контратаку. Когда красноармеец Ус остался у пулемёта один, он продолжал бить врага, пока пуля противника не оборвала его жизнь. В этом бою он уничтожил более пятидесяти солдат и офицеров противника. Похоронен в селе Стынка (рум. Stânca, Яссы (жудец), Румыния).
Указом Президиума Верховного Совета СССР от 13 сентября 1944 года «за мужество, отвагу и героизм, проявленные в борьбе с немецко-фашистскими захватчиками», красноармейцу Усу Ивану Маркияновичу посмертно присвоено звание Героя Советского Союза.
Награждён орденом Ленина. 

## Память
- Именем названа улица в городе Городище;
- Именем назван один из днепровских спусков в Черкассах;
- В школе № 1 города Городище установлена памятная доска.